# Euphyia viettei
Euphyia viettei là một loài bướm đêm trong họ Geometridae.